# Kulmbach

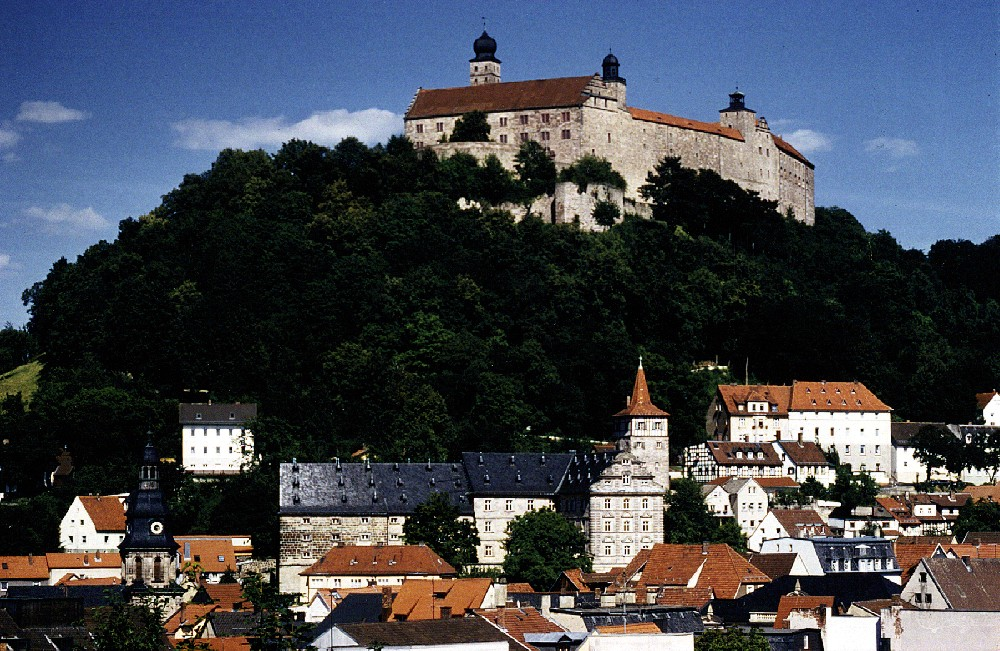
A cidade de Kulmbach e a Fortaleza Plassenburg

Kulmbach é uma grande cidade do distrito de Kulmbach, na Alta Francónia, e a sede da administração distrital. A cidade de média dimensão situa-se junto ao rio Meno, a cerca de 20 km a norte de Bayreuth. Kulmbach foi designada como centro regional no programa de desenvolvimento do Estado da Baviera desde 2013.

A cidade é conhecida pela cerveja fabricada pela cervejaria Kulmbacher, pelo castelo de Plassenburg, situado acima do centro histórico, com o Museu Alemão de Figuras de Estanho - a maior coleção de figuras de estanho do mundo, pela Faculdade de Ciências da Vida: Alimentação, Nutrição e Saúde - a mais jovem das sete faculdades da Universidade de Bayreuth e, por último, mas não menos importante, pela salsicha de Kulmbach disponível em todo o lado.